# KrAZ-5233
KrAZ-5233（ウクライナ語：КрАЗ-5233）は、ウクライナのAvtoKrAZが開発した4x4大型オフロード車輌である。基本型となるKrAZ-5233は貨物自動車で、他に同じプラットフォームを使用した各種車輌がある

## 構造
サスペンションは、前部と後部とに分かれた独立懸架式で、縦向きの半楕円形スプリングを有する。前部サスペンションは2基の水圧式ショックアブソーバー、後部サスペンションは1基のバランサー式ショックアブソーバーを装備している。ブレーキは、圧縮空気式のフットブレーキ、駐車ブレーキ、排気ブレーキを有する。エンジンはV型8気筒のターボチャージャー付きディーゼルエンジンで、仕様要求によりEURO-0規格のYaMZ-238DかEURO-2規格のYaMZ-238EYe2が搭載できる。出力は330馬力、トルクは133kgf/m、排気量は14.86 Lで、最高速度80km/hでの走行が可能である。クラッチは、乾式のものが2枚装備されている。車輪は、直径1,300mm、幅530x533mmの530/70R21が使用されている。陸上のみならず、深さ1.2mまでの浅瀬も走行できる。牽引力も優れており.

## 派生型
- PZM-3（ウクライナ語版）

工兵用の掘削用車両で、塹壕や排水溝の掘削に使用される。
- KrAZ-5233 ラプター（ウクライナ語版）

装甲トラックで、荷台に小火器・対人地雷からの防御を考えた装甲キャビンを装備。装甲キャビンには最大20名が搭乗可能。
- KrAZ シュレック・ワン（ウクライナ語版）

対地雷防御を想定したMRAP。乗員は2名＋兵員10名。
- KrAZ ハルク（ウクライナ語版）

V字型車底を持つ装甲兵員輸送車。乗員は2名＋兵員10名。上述のシュレック・ワンに比べると、ボンネット部分が極端に短くなっている。